# اسپهبد خورشید
اسپهبد خورشید (به پارسی میانه: ؛ زادهٔ ۷۳۴ میلادی – درگذشتهٔ ۷۶۱ میلادی) سرشناس به فرشواذ مرزبان که برخی تاریخ‌دانان امروزی نام او را «خورشید شاه» نوشته‌اند، واپسین اسپهبد دودمان دابویگان طبرستان بود.
پدر خورشید، دادمهر، وقتی که او شش سال داشت درگذشت. با مرگ پدر، یکی از عموهای خورشید به نام فرخان کوچک به مدت هشت سال نیابت و قیومیت او را بر عهده گرفت و در سال ۷۴۸ میلادی با رسیدن خورشید به سن چهارده‌سالگی حکومت را به وی سپرد. خورشید پس از تحویل گرفتن مقام اسپهبدی از فرخان کوچک، با توطئه فرزندان او روبه‌رو شد. او پس از تاجگذاری در تمیشه، در نبردی فرزندان فرخان را شکست داده و در سارویه، مرکز طبرستان، مستقر شد.
یک پیشامد برجستهٔ وابسته به فرمانروایی خورشید، پناه بردن یک شورشی به نام سنباد در سال ۷۵۴ میلادی به اوست. سنباد پیش از شورش خود در برابر عباسیان، بخشی از گنجینه‌های خود را به خورشید سپرد و سپس به جنگ شتافت ولی در جنگ شکست خورد. دو روایت هست که در یکی سنباد در جنگ کشته شده‌است، ولی در روایت دیگر زمانی که به سمت طبرستان می‌آمد، پسرعموی خورشید، طوس، به پیشواز او رفت و زمانی‌که این دو به هم رسیدند، ناسازگاری‌ای میانشان پدید آمد که باعث شد تا طوس سنباد را بکشد. اسپهبد پس از سرزنش طوس، سر سنباد را به بغداد، نزد خلیفهٔ عباسی، منصور دوانیقی، فرستاد که این باعث خشنودی خلیفه و نزدیکی او با خورشید شد.
پس از نزدیکی منصور و خورشید، مهدی عباسی، جانشین منصور، توانست از اسپهبد برای ورود سپاهیانش به طبرستان و رفتن به خراسان از این راه اجازه بگیرد، ولی زمانی‌که در سال ۷۵۹ میلادی سربازان عباسی وارد طبرستان شدند، به گشایش این مرزوبوم پرداختند و واپایش شهرها را به‌دست گرفتند.
خورشید، زن و فرزندان خود را به همراه دارایی‌هایش در غاری گذاشته و به سوی پلام در دیلم گریخت. در سال ۷۶۱ میلادی زمانی‌که خورشید خبر پیروزی عرب‌ها بر پناهندگان غار (پس از دوسال و ۷ماه محاصره) و دستگیری خانواده‌اش را شنید، خودکشی کرد. این هنگامی بود که به روایتی نزدیک به پنجاه هزار سرباز در دیلم به او پیوسته بودند و همچنین از سوی دیگر، منصور عباسی خرسند شده‌بود برایش امان‌نامه بفرستد.
خورشید در زمان فرمانروایی خود دارای زنان بسیاری بود؛ جانشین او که از نخستین همسرش، ورمجه هرویه، زاده شده‌بود «هرمز» نام داشت. این پسر پس از گشایش طبرستان، به همراه دو برادر و خواهرانش به بند کشیده شد و دین اسلام را پذیرفت. همچنین یکی از فرزندان خورشید در زمان مرگش، در جایگاه سفیر، در چین بود.
به باور برخی تاریخ‌دانان پس از گشایش طبرستان به دست عرب‌ها، آنان در یک برههٔ زمانی سکه‌هایی مانند سکه‌های زمان فرمانروایی خورشید ضرب می‌کردند که این موجب شد تا برخی دیگر از سکه‌شناسان دو فرمانروا با نام‌های خورشید یکم و دوم را در دودمان دابویگان به شمار بیاورند و برخی سکه‌شناسان به اشتباه وی را خورشید دوم نیز خوانده‌اند.

## منبع‌شناسی
منابع اولیه که به اسپهبد خورشید پرداخته‌اند:
- تاریخ طبرستان:[۳] کتابی تاریخی اثر ابن اسفندیار است که در حدود ۶۱۳ هجری قمری تألیف شده است. موضوع آن در مورد تاریخ طبرستان است. این کتاب مطالبی دربردارد که در جای دیگر نمی‌توان یافت.[۴] ابن اسفندیار دبیر حکومت محلی آل باوند بود. ابن اسفندیار در سال ۶۰۶ هجری قمری به بغداد و سپس به ری سفر کرد. او در کتابخانه‌ای در ری به جزوه‌ای راجع به حکام قدیم طبرستان نوشتهٔ «ابوالحسن علی بن محمد یزدادی» به زبان عربی دست یافت و آن را به زبان فارسی ترجمه کرد. ابن اسفندیار تا قبل از حمله مغول به خوارزم به مدت ۵ سال در این شهر اقامت داشت و در طی این مدت با استفاده از منابع غنی کتابخانه‌های این شهر، نوشتن کتاب تاریخ طبرستان را به اتمام رساند.[۵]
- تاریخ طبرستان و رویان و مازندران:[۶] کتابی تاریخی به زبان فارسی اثر ظهیرالدین مرعشی است که در حدود ۸۸۱ هجری قمری تألیف شده است. این کتاب تلفیقی است از تاریخ طبرستان اثر علی رویانی طبرستانی و تاریخ رویان اثر اولیاءالله آملی، و نویسنده دو فصل بر این کتاب‌ها افزوده است. ظهیرالدین مرعشی به روشنی گفته است که جملات را از کتاب تاریخ رویانِ اولیاءالله آملی بدون تغییر و عیناً نقل کرده است همچنین کسروی نیز تاریخ رویان را رونویسی‌ای از تاریخ طبرستانِ ابن اسفندیار می‌داند.[۷]
- تاریخ طبری: کتابی است به زبان عربی که توسط محمد بن جریر طبری تاریخ‌نگار و محقق مسلمان ایرانی در اواخر سده سوم پس از هجرت به رشته تحریر درآمده است. در این کتاب وقایع پس از شروع تاریخ اسلامی (مقارن با هجرت به مدینه) به ترتیب سال تنظیم شده و تا سال ۲۹۳ هجری شمسی را در بر می‌گیرد.[۸] محمد بن جریر طبری در سال ۲۲۴ یا ۲۲۵ قمری در آمل زاده شد.[۹]
- تاریخ رویان:[۱۰] کتابی تاریخی اثر اولیاءالله آملی است که در حدود ۸۰۵ هجری قمری تألیف شده است. بیشترین استفاده اولیاءالله آملی برای تألیف این کتاب، تاریخ طبرستانِ ابن اسفندیار بوده است.[۱۱]
- معجم البلدان:[۱۲] کتابی است، برپایهٔ جغرافیا، نوشتهٔ یاقوت حموی. در بخشی از این کتاب تاریخ کلی شهرها مورد بحث قرار گرفته است.[۱۳]
- سکه‌های ضرب شده نیز منبعی برای بررسی تاریخ این دودمان محسوب می‌شوند.[۱۴]

## اوضاع منطقه پیش از تولد خورشید

پدشخوارگر یا فرشوادگر: ناحیه‌ای شامل مناطق ساحلی جنوب دریای خزر بود. طبرستان پرجمعیت‌ترین و توسعه‌یافته‌ترین ایالت این سرزمین بود.

در میان ولایات سابق شاهنشاهی ساسانی، مناطق سواحل جنوبی دریای خزر، در برابر حمله اعراب و نفوذ اسلام، سرسختانه ایستادگی کردند. این مناطق در پناه کوه‌های بلند البرز، در برابر حملهٔ سپاه بزرگ عرب‌ها به‌هنگام پیشروی به‌سوی خراسان، جان به‌در بردند. در آن هنگام طبرستان پیشرفته‌ترین و پرجمعیت‌ترین ولایت از ولایات ساحلی دریای خزر، تحت حکومت سلسله‌ای از اسپهبدان به‌نام دابویگان بود. در آن هنگام، دودمان‌های دیگری  نیز در طبرستان حاکمیت داشتند. حضور این سلسله‌ها گواه آن است که شاید رویدادهای طبرستان، بازتاب تلاشی بود در راستای بازسازی مراتب دستگاه دیوانسالاری بلندپایه‌تر ساسانی؛ در هنگامی که پیروز پسر یزدگرد سوم به احیای شاهنشاهی ساسانی امید بسته بود. احتمالاً وجود القابی همانند «گیل گیلانشاه»، «پدشخوارگرشاه»، و «اسپهبد»، که گفته شده از سوی یزدگرد سوم، آخرین شاه ساسانی بدیشان اعطا شده بود، برای پادشاهان تا اندازه‌ای گواه بقای احساسات ایران‌گرایانه باشد که تا مدت‌ها پس از انقراض دابویان به‌دست مسلمانان، همچنان حفظ لقب اسپهبد را تشویق می‌کرد.
سلسلهٔ زرتشتی دابویگان پس از انقراض ساسانیان و حملهٔ عرب، در سال‌های ۶۶۰ تا ۷۵۹ میلادی در گیلان و دیلم و طبرستان با استقلال حکومت کردند. در دورهٔ ساسانیان، مرسوم بود که حکام طبرستان و دیلم و گیلان از بین شاهزادگان و نزدیکان شاه منصوب شوند. دابویگان مدعی بودند نسب نیایشان گیل گاوباره (یا گیل گیلانشاه)، به ساسانیان می‌رسد. آنان توانستند به عنوان بازماندگان ساسانیان در این سرزمین مدت‌ها پایداری کنند.
نخستین اسپهبد گاوباری گیل گیلانشاه بود که در سال ۶۴۲ میلادی به فرمانروایی طبرستان و گیلان دست یافت و یزدگرد سوم به او خلعت و لقب «فرشواذگرشاه» داد. پس از او پسر بزرگش دابویه بین سال‌های ۶۸۱ تا ۷۱۱ میلادی حکومت نمود. فرمانروای بعدی دابویگان فرخان بزرگ است. پس از وی نیز دو پسرش، دادمهر و فرخان کوچک و سپس خورشید، فرزند دادمهر، به حکومت رسیدند. از عوامل بقای این دودمان شرایط جغرافیایی کوهستانی با جنگل‌هایی فراوان، قدرت نظامی دابویگان و آمادگی نیروهای ایشان، مشروعیت سیاسی این خاندان، حفظ رسوم ساسانی و سیاست‌های خارجی مناسب و دفع موفقیت‌آمیز شورش‌های داخلی بوده است.
در زمان خلافت معاویه، حاکم دودمان امویان، شخصی به نام مصقله بن هبیره شیبانی با چهار هزار سرباز و به نقلی بیست هزار نفر، برای فتح طبرستان، راهی این سرزمین شد. این حمله در زمان گیل گیلانشاه بود و پس از دو سال درگیری بین گیل گیلانشاه و مصقله، عرب‌ها توانستند وارد طبرستان شوند؛ ولی در نبردهایی که شکل گرفت، ارتش آن‌ها نابود شد و خود مصقله به قتل رسید. در دوران دابویه عرب‌ها نتوانستند به طبرستان نفوذ یابند. پس از آن ارتش دیگری به سرکردگی یزید بن مهلب به نبرد با فرخان بزرگ شتافت. وی با بد رفتاری با مردم در جرجان، فرخان بزرگ را وادار به پذیرش پیمان صلح کرد. از آن پس قرار بر این بود که مردم طبرستان، هرساله چهار میلیون و هفتصد هزار درهم مثقالی، به عنوان غرامت جنگی بپردازند. چهارصد بار زعفران پیشکش نموده و چهارصد نفر مَرد را که به‌روی سرشان سپری داشته و با قنطاری نقره‌ای و بالشی حریری در دست، به حاکمان عرب دهند. این تعهدات مدت‌ها اجرا می‌شد و گاهی نیز حکام طبرستان از آن سرپیچی می‌کردند؛ ولی در زمان خلافت مروان بن محمد، آخرین خلیفه اموی شام، مردم طبرستان به کلی این پیمان را شکستند و تن به خراج ندادند.

## خردسالی
خورشید در سال ۷۳۴ میلادی به دنیا آمد؛ درحالی‌که پدرش، دادمهر، فرزند ارشد فرخان بزرگ، از ۷۲۸ تا ۷۴۰ میلادی به مدت دوازده سال، حکومت طبرستان را در اختیار داشت. هنگام مرگ دادمهر، خورشید هنوز به سن قانونی حکومت نرسیده بود؛ بر همین اساس به وصیت دادمهر، برادرش فرخان کوچک، به عنوان نایب‌السلطنه و جانشین موقت تا سال ۷۴۸ میلادی حکومت را در دست گرفت. مدت قیومیت وی بر خورشید را شش سال ذکر کرده‌اند. پس از مرگ دادمهر، فرخان کوچک برادرزاده‌اش را به شهر تمیشه فرستاد. خورشید در این هنگام تنها شش سال داشت.
در تمام دوران نایب‌السلطنت بودن فرخان کوچک، بنی‌امیه هیچگاه لشکری به سوی طبرستان گسیل نداشتند در این دوران، ابومسلم خراسانی شورش خویش را آغاز کرد. درکل، اواخر دوران امویان و اوایل حکومت عباسیان طبرستان اوضاع آرامی داشت و مردم در آرامش به سر می‌بردند.

### ورمجه هرویه
هر از چندگاهی خورشید برای دیدن عموی خود، که بر تخت سلطنت نشسته‌بود، از تمیشه به سارویه، که پایتخت وقت طبرستان بود، می‌رفت. فرخان کوچک کنیزی به نام «ورمجه هرویه» داشت که آشنا با فنون شعبده‌بازی بود؛ این کنیز هرگاه خورشید به سارویه می‌رفت، او را با شعبده سرگرم می‌کرد. این روند تا جایی ادامه یافت که خورشید عاشق کنیز شد و با او نامه‌نگاری می‌کرد. فرخان کوچک نیز به او تعهد کرد که آن گاه که به سن قانونی رسد، این کنیز را به وی می‌دهد؛ لیکن تا آن زمان کنیز نزد او به ودیعت می‌ماند.

## نوجوانی
به نقل از چراغعلی اعظمی سنگسری پس از شش سال حکومت فرخان کوچک، خورشید در سال ۷۴۸ میلادی و پس از رسیدن به سن چهارده‌سالگی، از اسپهبد فرخان کوچک در نامه‌ای خواست که حکومت را به وی واگذار کند. فرخان محتوای نامه را با فرزندانش درمیان گذاشت و سپس آن را پذیرفت. پسران فرخان، برخلاف پدر، با این عمل مخالفت می‌ورزیدند.

### توطئه فرزندان فرخان کوچک علیه خورشید
پس از آن‌که خورشید برای تصاحب قدرت و حکومت به سارویه رفت، فرخان کوچک مجلسی بزرگ ترتیب داد و فرزندان فرخان کوچک نیز، که در طلب رسیدن به حکومت بودند، تصمیم گرفتند که هنگام نوشیدن شراب، خورشید را با زوبین بکشند. ورمجه هرویه از این تصمیم آگاه شد و خبر را به خورشید رساند. خورشید از برادر رضاعی خود، جلوانان، خواست تا دو اسب تیزپا را به درگاه بیاورد. خود نیز پس از خوردن غذا، سوار بر اسبی شد و به همراه جلوانان به سوی تمیشه تاخت.
پس از آن‌که فرخان کوچک از قضایا باخبر شد، در نامه‌ای از خورشید عذر خواست و از آنچه رخ داد، اظهار شرمندگی نمود. سپس از اسپهبدی کناره گرفت و مرکب شاهی و خدمتکاران را به تمیشه نزد خورشید فرستاد تا او در آن شهر فرمانروایی خویش را آغاز کند. یکسال پس از این ماجرا شبانه خورشید به سوی سارویه لشکرکشی نمود و در نزدیکی کاخ دادقان سپاهیان عموزادگانش را درهم‌کوفت. سپس به ساری رفت و رو به فرخان کوچک چنین گفت: «تو را گناهی نیست؛ جایگاهی که دلت خواهد اختیار فرمای و هرکه تو را با آن خوش است، با خویشتن آنجا برو و به سلامت بنشین.» سپس فرزندان فرخان را به مکانی به نام «فرخان فیروز» تبعید کرد.

## وضعیت خلافت در زمان زمامداری اسپهبد خورشید
در زمان مروان بن محمد، فردی به نام ابومسلم خراسانی علیه امویان قیام نمود و کار بدانجا کشید که سفاح به یاری ابومسلم خراسانی به حکومت رسید و عباسیان صاحب حکومت شدند. در ۷۴۸ میلادی که سپاه عباسی به طبرستان رسید، خورشید نیز با قبول دعوت ابومسلم به این قدرت جدید خراج پرداخت و تابعیت امویان را وانهاد. پس از آن‌که سفاح درگذشت، برادر وی، ابوجعفر عبدالله منصور، در رأس امور قرار گرفت. منصور در عراق ابومسلم را به قتل رساند و با این عمل درمیان خراسانیان نارضایتی‌هایی پدید آمد.

## نخستین روزهای زمامداری
██ پادوسبانیان
██ قارنوندیان و بهران
██ وندرند
██ مسمغان دنباوند
██ دیگر مناطق دابویگان

قلمرو اسپهبدان دابویی و امیران متکی به آنان در عصر خورشید:

اسپهبد خورشید تمام خزائن پدر و عمو را برداشت و در نخستین گام «وندرند» را مرزبان آمل و «فهران» (بهرام) را مرزبان کوهستان نمود. سپس «فرخان» را ملازم خویش خواند و «شهرخواستان پور یزدانگرد» را فرمانده لشکرش نمود. این سه تن همگی از فرزندان «گشنسپ پور سارویه پور فرخان بزرگ» بودند که ابن اسفندیار به اشتباه آنان را عموزادگانِ مادر خورشید ذکر کرده؛ درحالی‌که به گفتهٔ چراغعلی اعظمی سنگسری این افراد پسرانِ پسرعمویِ اسپهبد خورشید بوده‌اند. گفته شده که دلیل این کار کمک‌های گشنسپ به خورشید برای رسیدن به حکومت و استقرار در ساری بوده است.
فردی به نام «قارن» از سپهداران خورشید بوده است که با توجه به زمان حکومت او و اوصاف ابن اسفندیار در مورد او، اعظمی سنگسری او را همان قارن سوم فرزند سوخرا چهارم می‌داند. سوخرای چهارم از اسپهبدان دودمان قارنوندیان بود که دابویه او را از حکومت کنار گذاشت و پس از مرگش، خورشید فرزند او را به سپهداری بازگرداند.
بنابر آنچه در منابع چینی آمده، سفیران اسپهبد خورشید در دربار دودمان تانگ در چین حضور داشتند که نشان می‌دهد وی با دودمان تانگ روابطی دیپلماتیک داشته است. حکومت خورشید در سال ۷۴۶ میلادی، توسط «هو لو بان» به عنوان شاهزاده‌ای محلی به رسمیت شناخته شده.

### بازسازی شهرها و ساخت کاخ‌های متعدد
اعظمی سنگسری به نقل از ابن اسفندیار می‌نویسد خورشید قصری که جایگاه اسپهبد بود را بازسازی کرد و چهارصد جریب زمین بدان اختصاص داد، سپس اطرافش را خندقی کند و حصاری برآن نهاد. همچنین خود کاخی مجزا بنا کرد که دارای «سه بام برهم» بود و آن را «شه دله» یا «سه دله» می‌گفتند، خورشید بر این کاخ بازاری نیز اضافه نمود. خورشید همچنین بیرون از حصار اسپهبدان، رباط بزرگی بنیان نهاد و کاروانسرایی ساخت. او اطراف شهر سارویه پنج دروازه بنا کرد، که هرکدام به سویی، یا به کوهستان، دریا، گیلان، گرگان یا شکارگاه راه می‌یافتند. البته پنجمین دروازه مخصوص شخص اسپهبد بوده است. به دستور اسپهبد از کوهستان به دریا، رودخانه‌ای مصنوعی ساختند و آن را «گیلانه‌جوی» نام نهادند. همچنین وی دستور داد تا ماهی‌هایی را به جایگاهی در کاخ او منتقل کنند و خود بعضی اوقات در آن استخر به صید ماهی می‌پرداخت.
ابن اسفندیار همچنین نقل نموده که خورشید باغ‌وحش و شکارگاهی نیز در پشت دروازه شکار بنا نهاد و در آن حیواناتی چون گوزن، خوک، خرگوش، گرگ و پلنگ را نگهداری می‌کرد و هرگاه نیز دوست داشت در آنجا شکار نموده و بعضی از وحوش را دوباره آزاد می‌کرد. خدمتکاران نیز هیچگاه جرئت نمی‌کردند که این حیوانات را شکار کنند.
همچنین در زمان خورشید، طبرستان به رونق اقتصادی نیز رسید و این سرزمین به مرکزی برای تولیدات عمدهٔ نساجی و کشاورزی از جمله ابریشم، پنبه، پشم و دیگر محصولات متنوع کشاورزی این بخش غنی و حاصلخیز ایران بدل گشت و معاملهٔ با سقسین و بلغار در ترکستان رونق گرفت. به نظر می‌رسد که این تجارت به کمک دریای خزر صورت گرفته باشد. گفته شده است که خورشید با ساخت کاروانسراها و ایجاد بازارهای متعدد موجب این شکوفایی بود. دربارهٔ قوای نظامی او نیز آورده‌اند که به عنوان یک حاکم خُرد یک گارد شخصی، ارتش و نمایندگانی در بخش‌های مختلف طبرستان داشته است.

### همسران
ابن‌اسفندیار دربارهٔ تعداد زنان و کاخ‌های خورشید چنین می‌گوید که او ۹۳ همسر داشت و هرکدام دارای کاخی بوده‌اند. در این بین ورمجه هرویه، نخستین همسر اسپهبد، قصری در ساحل دریا داشت و خورشید هر روز به او سرمی‌زد و اگر روزی نمی‌توانست چنین کند و کاری فوری پیش می‌آمد، هزار دینار برایش می‌فرستاد. از این زن فرزندی پسر به دنیا آمد که او را «هرمز» نامیدند و او ولیعهد خورشید شد.
همچنین یکی از دختران فرخان بزرگ، به نام «آزرمیدخت» و ملقب به گران‌گوشوار و یکی از دختران فرخان کوچک، به نام «یاکند» (یاقوت)، از زنان معروف خورشید بوده‌اند که نامشان در تاریخ آمده است.

## شورش سنباد
ابومسلم پیش از رفتن به بغداد قسمتی از خزانه‌اش را در ری به سنباد داد. اسپهبد خورشید از قیام سنباد که در سال ۷۵۴ یا ۷۵۵ میلادی به پا خاست نیز حمایت کرد. سنباد هم پیش از آن‌که قیام خویش را علنی کند، مقداری از خزائن و چهارپایانی زیادی که داشت را نزد اسپهبد خورشید به ودیعه نهاد و برای وی هدایایی نیز ارسال کرد. این اموال حدوداً شش میلیون درهم بوده است.
سنباد سپهسالار سیاه‌جامگان در لشکر ابومسلم بود و پس از مرگ ابومسلم، به خونخواهی وی قیام کرد. بیشتر یاران سنباد از اهالی کوهستان بودند و عده‌ای از زرتشتیان ری و طبرستان نیز به همراهی وی شتافته‌بودند. از سوی دیگر، منصور سرداری به نام جهور بن مرار عجلی و ده هزار سرباز را به مصاف وی فرستاد. در نبردی که میان دو سپاه در بیابان‌های بین همدان و ری درگرفت، سنباد شکست خورد.
اختلافاتی در روایت‌ها از مرگ سنباد وجود دارد که روایت نخست به مرگ او در میدان نبرد اشاره دارد ولی روایت دوم این‌گونه شرح می‌دهد که سنباد از معرکه گریخت و به سوی طبرستان رونهاد؛ چنانچه اسپهبد خورشید از او دعوت کرده تا به وی پناه دهد. اسپهبد پسرعموی خودش، طوس، را به استقبال سنباد فرستاد. طوس پس از رسیدن به سنباد، در جایی میان قومس و طبرستان، از اسب پیاده شد و سلام کرد ولی سنباد از اسبش پایین نیامد و در همان حال پاسخش را داد. طوس از این حرکت ناراحت شد و دو فرد مذکور بحثی کردند. سپس طوس بر اسب نشست و شمشیرش را بر گردن سنباد فرود آورد و اموال و خزائنی که همراهش بود را با خود نزد اسپهبد برد. در تاریخ طبری برخلاف منابع پیشین چنین نوشته شده که شخصی به نام «لونان طبری» سنباد را پس از این که وی از فرستادهٔ منصور در بیابانی میان همدان و ری شکست خورد، در محلی میان طبرستان و قومس به قتل رسانده است.

## ارتباط اسپهبد و خلیفه و شورش جهور
وقتی جهور اخبار را به منصور رساند، منصور دستور داد که او این خزائن را از اسپهبد پس بگیرد؛ خورشید هم گرچه پس از بازگشت طوس، او را به خاطر کارش نفرین کرده‌بود ولی اموال سنباد را ضبط نموده و سر سنباد را توسط فردی به نام «فیروز» به بغداد، نزد منصور، فرستاد. همچنین اسپهبد از دادن گنجینهٔ سنباد به منصور پرهیز می‌کرد. خلیفه فیروز را که به عنوان فرستادهٔ اسپهبد سر سنباد را به بغداد برده‌بود، بسیار تکریم کرده و فیروز پس از بازگشت این اعمال منصور را به خورشید گزارش داد. سپس به دستور اسپهبد، هدایا و گنجینه‌هایی را به بغداد برد و به منصور هدیه داد. منصور هدایا را پذیرفت و از اسپهبد خواست که خزائن سنباد و ابومسلم را به دارالحکومه بفرستد ولی خورشید در پاسخ گفت که این خزائن نزد او نیست. منصور ابتدا سعی کرد شخصی از نزدیکان خورشید را بر تخت شاهی بنشاند ولی موفق نشد و قراردادی با وی بست که خورشید متعهد به پرداخت مالیاتی سنگین شد.
در مورد سرنوشت غنائم سنباد از جنگ روایتی به این شرح وجود دارد که پس از پیروزی جهور، او اموال سنباد را به غنیمت گرفت و در ری ماند. خلیفه منصور از او خواست که غنایم را به نزد او بفرستد، اما جهور خودداری کرد و سر به شورش برداشت. منصور برای سرکوبی شورش سپاهی به رهبری محمد بن الاشعث فرستاد. در جنگی که درگرفت جهور شکست خورد و گریخت. او سرانجام در آذربایجان توسط گروهی از یاران خود کشته شد و سرش را نزد منصور فرستادند.

### پذیرش سلطه عباسیان

مقیاسی تقریبی از حدود قلمرو خلافت عباسیان (تیره) و گاوباریان دابویی (بنفش)

منصور با اسپهبد ارتباط دوستانه‌ای برقرار نمود و ولیعهد خود، مهدی، را به ری فرستاد و به او گفت که از اسپهبد بخواهد که ولیعهدش، هرمز، را به بغداد بفرستد ولی اسپهبد به دلیل خردسالی هرمز از این کار سرباز زد و مهدی در پاسخ به پدرش هم از وی خواست که به این امر اصرار نورزد. پس از آن منصور برای اسپهبد «تاج شاهنشاهی» فرستاد تا او سلطه خلیفه را بپذیرد و نظرش به عباسیان جلب گردد.
پس از آن خورشید پذیرفت که خراج بپردازد. این خراج به میزانی بود که به ساسانیان نیز پرداخت می‌شد. خورشید پس از آن مطابق عهدها و رسوم پیشین، «سیصد هزار درهم که بهر درهم چهار دنگ سیم سپید بود، جامهٔ سبز ابریشمین، از بساط و بالش سیصدتا، کتان رنگین‌نیکو سیصد لت، کوردین‌های زرین و رویانی و لفورج سیصد، زعفران که در همه دنیا مثل آن نبود ده خروار، انار دانک سرخ ده خروار، ماهی شورده ده خروار» نزد منصور فرستاد. این اقلام که همراه چهل استر و روی هر استر، غلامی ترک یا کنیزی بودند، موجب طمع منصور در ولایت طبرستان شدند.

### نقشه عباسیان برای ورود به طبرستان
این پرداخت خراج زیاد به طول نینجامید؛ زیرا خورشید از قیام عبدالجبار بن عبدالرحمن، حاکم خراسان که علیه عباسیان شورید، در ۷۵۸ یا ۷۵۹ میلادی سود بُرد و از پرداخت خراج خودداری کرد. این بار خلیفه تصمیم گرفت یک بار برای همیشه، کار را با نافرمانی این خراجگزار خود یکسره کند و آن را به قلمرو خود ضمیمه کند. منصور از اسپهبد خواست که در دفع عبدالجبار به دستگاه عباسی کمک نماید، زیرا آن سال در عراق قحطی روی داده‌بود. به همین منظور مهدی، به دستور پدرش، فرستاده‌ای به ساری نزد خورشید گسیل داشت و از او خواست که بگذارد قسمتی از لشکر عباسی از کنار دریا به سوی خراسان رود. فرستاده که فردی ایرانی بود، خبر را به اسپهبد رساند و در زمان بازگشت از کاخ وی، از کار خویش پشیمان شده و به نقل از ابن‌اسفندیار چنین پنداشت که «دریغ است این نعمت و حشمت و پادشاهی و چندین عمارت پایان پذیرد» و به همین دلیل درخواست نمود که دوباره خورشید را ملاقات کند تا «طمع» خلیفه را نزد او بازگو کند؛ ولی این اجازه را به او ندادند. اسپهبد که از نیرنگ عباسیان آگاهی پیدا نکرد، برای احتیاط از آن‌که مردم طبرستان به زحمت نیفتند و از عبور لشکریان عرب آسیبی نبینند، «ساکنان صحرا و بیابان را گفت که از شوارع کوچ نموده به قلل جبال روند تا از لشکر بیگانه متضرر نشوند»

### روایتی دیگر از دلیل نبرد
عبدالحسین زرین‌کوب در کتاب دو قرن سکوت به گونه‌ای دیگر ماجرا را آغاز می‌کند؛ وی چنین نوشته است که در سال ۷۵۸ یا ۷۵۹ میلادی، اسپهبد خورشید در طبرستان دستور داد همهٔ اعراب را بکشند و حتی ایرانیانی که به دین اسلام درآمده بودند را به قتل رسانند. زرین‌کوب چنین توضیح می‌دهد که این شورش‌ها رنگ و بوی «ضد عرب» داشته و هرآنچه اعراب خشونت علیه این شورش‌ها نشان می‌دادند، عزم ایرانیان برای قیام بیشتر می‌شده است.

## هجوم عباسیان
██ مسیر نیروهای اسپهبد خورشید برای نبرد با مصغان، پیش از هجوم عرب‌ها
██ مسیر تهاجم سپاهیان عباسی به طبرستان
██ حرکت نیروهای اسپهبد خورشید پس از تهاجم اعراب

این اواخر مردم از اسپهبد خورشید «استهزا و استخفاف» دیده بودند و این موجب نارضایتیشان شده‌بود، این اسپهبد همچنین در حال نبرد با «مصمغان دنباوند» بود و لشکریانش را به دماوند فرستاده‌بود. و سرانجام در سال ۷۵۹ میلادی، به دستور مهدی عباسی، «ابوالخصیب مرزوق السندی» از راه «زازرم» و «شاه کوه» و همچنین «ابوعون بن عبدالملک» از سوی گرگان به سمت طبرستان تاختند. اسپهبد با مصمغان صلح نموده و همراه او با اعراب به جنگ پرداخت، اما نبرد طولانی گشت و با وجود مقاومت مصمغان، دامنهٔ کوهستان (رویان) هم میدان جنگ شد. از سویی به توصیه «ابرویز»، برادر مصمغان، فردی به نام «عمر بن علاء» که سال‌ها پیش شخصی را کشته و در گرگان به اسپهبد پناهنده شده‌بود، به کمک سپاه عباسی شتافت و با دو هزار نفر از لشکریان ابوالخصیب مرزوق، به آمل یورش برده و آن شهر را گشود، همچنین او توانست رویان، کلار و چالوس را فتح کند و این شهرها مرز میان مناطق فتح شدهٔ مسلمانان و منطقهٔ دیلم شد. در این هنگام گروهی از مردم طبرستان که از «جور و استخفاف» خورشید راضی نبودند، برای نگهداشتن املاک و اسباب خویش، نزد عوامل عباسی آمده و مسلمان می‌شدند. عمر بن علا رویان و حتی مناطق غربی‌تر یعنی چالوس و کلار را تصرف کرد و این شهر مرز مسلمانان و دیلم شد.
در معجم‌البلدان داستانی بدین شرح آمده است که منصور خلیفه بغداد روح بن حاتم المهلبی و خازم بن خزیمه التمیمی را به همراه ابوالخصیب مرزوق به طبرستان روانه کرد. چون وارد طبرستان شدند تا چندی با اهالی در مدافعه و زدوخورد بودند اما موفق به پیروزی نشدند و عاقبت این سه تن نقشه‌ای طراحی کرده و روح بن حاتم و خازم بن خزیمه با ابوالخصیب مرزوق نزاعی دروغین کرده و او را زدند و موها و ریشش را تراشیدند. ابوالخصیب مرزوق مطابق آن نقشه نزد اسپهبد خورشید رفت و از آن دو تن به اسپهبد شکایت کرد، اسپهبد نیز وی را پناه داده و از خواص دربار خود قرار داد. ابوالخصیب مرزوق پس از مدتی خیانت نموده و مناطقی را تحت تصرف خویش درآورد.

### گریختن اسپهبد

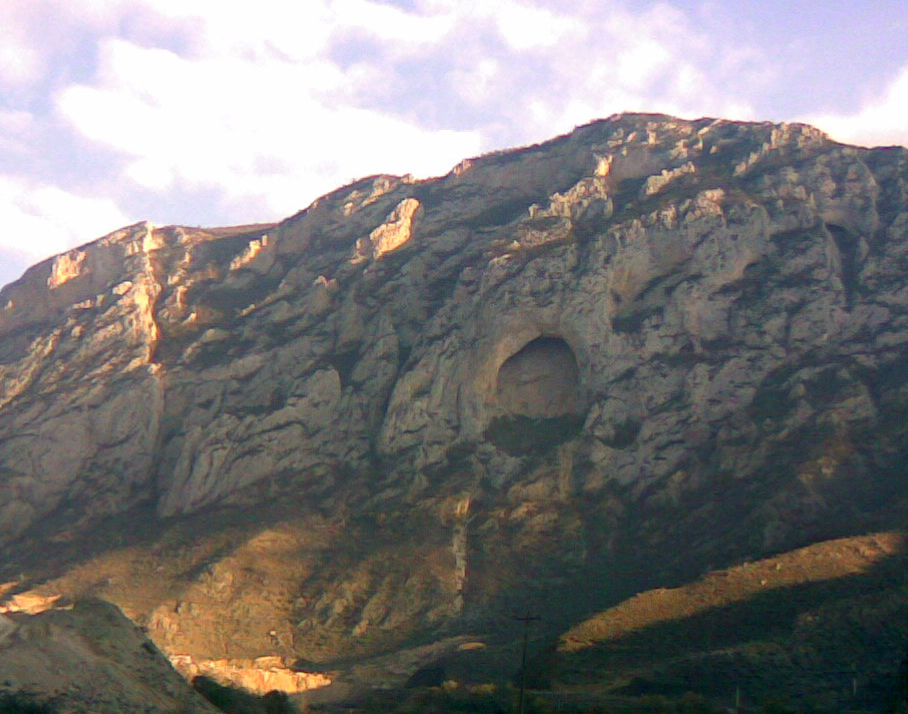
غار اسپهبد خورشید امروزه در شهرستان سوادکوه استان مازندران است.

اسپهبد خورشید که از حملهٔ ناگهانی عرب‌ها غافلگیر شده‌بود، اهل و عیال و خزائنش را به دژی طبیعی برد که امروزه آن را «غار اسپهبد خورشید» نامیده‌اند. این دژ در زمان ابن‌اسفندیار با نام «عایشه کرکیلی دژ» شناخته می‌شد. ابن‌اسفندیار می‌گوید عایشه کرکیلی دژ بالای دربند کولا و در راه زارم قرار داشته است، در این دژ به اندازه ۱۰ سال آب ذخیره کرده و غله و نان کافی انباشته بودند. وی دربارهٔ دروازهٔ این دژ می‌گوید: «بر آن دری نهاده بودند از سنگ خاره، که بپانصد مردم گرفتندی و بپانصد فرونهادی و چنان بود که چون در، بر آن می‌گذاشتندی، کس را به آن راه و آگاهی میسر نمی‌افتاد»
اسپهبد خورشید، خود نیز از راه لارجان، به رویان، که در آن زمان پادوسبان دوم فرمانروایش بود، رفت و از آن دیار به دیلم رفته و در فلام ساکن شد و در این منطقه به جمع سپاه پرداخت. تا عباسیان را تهدید به حمله کند. پس از ۲ سال و ۷ ماه، شمار این سپاهیان به پنجاه هزار تن رسیده‌بود.

### مرگ اسپهبد خورشید

نقشهٔ داخل غار

سپاهیان عباسی در این مدت عایشه کرکیلی دژ را محاصره کرده‌بودند و مدتی بعد، بیماری وَبا در دژ شیوع یافت، این بیماری موجب شد تا چهارصد نفر مردند و اجسادشان را اهالی دژ در یک‌جا جمع کردند ولی نمی‌توانستند این اجساد را از غار بیرون کنند، به تدریج به دلیل تعفن اجساد بقیهٔ اهالی غار مجبور شدند که تسلیم شوند. این افراد تسلیم شده، به عنوان اسیر به بغداد و نزد خلیفه فرستاده شدند. در میان این اسیران، سه پسر خورشید به نام‌های هرمز (ولیعهد)، دادمهر و وندادهرمز نیز حضور داشتند. رفتار خاندان خورشید نزد خلیفه، موجب گشت که منصور عباسی راضی شود و به خورشید امان‌نامه بفرستد ولی اسپهبد خورشید زمانی که شنید خاندان وی را به اسارت گرفته‌اند، گفت «بعد از این، به عمر و عیش رغبتی نیست و آرامش مرگ بهتر است»، او سپس با خوردن زَهری که در نگین انگشترش بود، خودکشی کرد. گفته‌شده پس از فتح دژ، سپاهیان مسلمان، هفت شبانه‌روز مشغول بیرون آوردن خزائن و اموال اسپهبدان از عایشه کرکیلی دژ بودند. احتمالاً دماوند هم مدت کوتاهی پس از آن توسط مسلمانان فتح شد.

## خانواده و سرزمین خورشید پس از مرگش
پس از مرگ خورشید در سال ۷۶۱ میلادی برابر ۱۴۴ هجری‌قمری و ۱۰۹ طبری، سپاهیان وی پراکنده شدند؛ ولیعهد وی، هرمز نیز نتوانست جای پدر را بازپس گیرد و در نتیجه دودمان دابویگان منقرض گشت. هیچ اطلاعات دیگری از این سه پسر در کتب تاریخی نیست و این احتمال وجود دارد که آن‌ها برای خود اسامی عربی برگزیده باشند. به جز این سه پسر، گویا خورشید پسر دیگری هم داشته، چنانچه منابع چینی هم نوشته‌اند که یکی از پسران خورشید در زمان هجوم عباسیان در دربار امپراتوری تانگ حضور داشته است و نقل شده که پس از اطلاع یافتن از مرگ پدر و فتح طبرستان، «عنوان افسر کل به او اعطا شد و ردایی بنفش و یک ماهی طلایی به او اهدا شد. در زمانی که وی در پایتخت بود، اعراب سیاه‌پوش سرزمینش را اشغال کردند.» این احتمال وجود دارد که فرزند مذکور اسپهبد با رفتن به چین، قصد داشته با فرزندان یا نوادگان یزدگرد سوم هم‌رکاب شود تا با هم علیه عرب‌ها بشورند.
به‌طور کلی در خصوص نام دختران اسیر شدهٔ خورشید اختلاف زیادی وجود دارد و مورخانی آن‌ها را دختران مسمغان دنباوند می‌دانند و نه از خانوادهٔ خورشید. ابن‌اسفندیار دربارهٔ دختران اسپهبد چنان می‌گوید که یکی از آنان با منصور ازدواج نموده، دیگری را خلیفه به «عباس بن محد بن علی» بخشیده که از این ازدواج پسری به نام ابراهیم متولد شده، همچنین گزارش شده که «شِکْله»، مادر عبرت‌افزا بن المهدی و ابراهیم بن مهدی، از دختران خورشید بوده است، که به نظر اشتباه می‌آید.

پس از خورشید اغلب اسپهبدان نیمه مستقل بودند.

گرچه مرگ این اسپهبد موجب گشت که عباسیان بر منطقهٔ هامون طبرستان چیره شوند و نایبان خلیفه بتوانند به تبلیغ دین و جمع‌آوری مالیات پردازند ولی این بدان معنی نبود که عباسیان توانستند سراسر این سرزمین را تصرف کنند؛ چنانچه اسپهبدان قارنوندی، باوندی و پادوسبانی همچنان در مناطق کوهستانی طبرستان و رویان به فرمانروایی خویش ادامه می‌دادند. ۲۵ سال پس از مرگ خورشید، عده‌ای از شاهان طبری در یک شورش برنامه‌ریزی شده، به پاخاسته و سرزمین‌های از دست رفته را بازپس گرفتند.

## ضرب سکه
اسپهبد همچون شهریاران پیشین دابویی، سکه‌هایی را در زمان حکومت خویش ضرب نمود. از خورشید سکه‌های زیبا و متعددی در دست است. در طرف چپ این سکه‌ها در حاشیه داخلی پشتِ سکه، سال ضرب سکه به تاریخ تبری به خط پهلوی نوشته شده است. برای گاهشماری، گاوبارگان تاریخ مرگ یزدگرد سوم را مبدأ تاریخ اختیار کرده بودند که مطابق با سال ۶۵۲ میلادی و ۳۲ ه‍.ق و سال ۲۱ سال یزدگردی است. نقشی از آتشدان و هیربدان بر پشت سکه درج شده است و در هردو سوی سکه تصاویری از ماه و ستاره است. اندازهٔ این سکه‌ها نیز مشابه سکه‌های دادمهر و فرخان بزرگ است.

### نظریه وجود دو اسپهبد خورشید دابویی
برخی بر این باورند که پیش از فرخان، کسی به نام «خورشید یکم» فرمانروایی نموده، اینان درازای فرمانروایی‌اش را هفده سال دانسته‌اند. این کار در این راستا انجام شده‌است که سکه‌شناسان توانسته‌بودند سکه‌هایی از سال‌های ۶۰، ۶۱ و ۶۴ طبری، بر اساس ۷۰۸، ۷۰۹ و ۷۱۲ میلادی بیابند و بر همین اساس دو تن با نام‌های خورشید یکم و دوم را گمان کردند. برای نمونه «یوستی»، تاریخ‌دان آلمانی، در کتاب نام‌های ایرانی، اسپهبد خورشید یکم را در فهرست شاهان تبرستان آورده و اذعان می‌کند؛ سکه‌های اسپهبد خورشید یکم، از کهن‌ترین سکه‌های ضرب شده در تبرستان هستند که تا آن زمان یافته شدند. وی می‌گوید پیش از سکه این اسپهبد، از دیگر اسپهبدان مازندران، سکه‌ای یافت نشده‌بود. حتی دائرةالمعارف بزرگ اسلامی بر اساس این سکه‌ها برخی پیروزی‌های پیوند داده شده به فرخان بزرگ را به زمان خورشید یکم پیوند داده‌است. به نوشتهٔ دانشنامه ایرانیکا دلیل درست وجود سکه‌های ناهماهنگ، ضرب سکه‌های خورشید پس از مرگ وی تا سال‌ها ۱۴۹ و ۷۶۶ و همچنین خواندن اشتباه سال ضرب سکه بوده است چون در خط پهلوی واژگان «شصت» و «دِه‌ست» همانندند.

## تبارنامه دابویگان
|       |       |        |        |        |        |        |        |        |        |        |        |                               |                               | پیروز یکم                     |                               |                               |                               |             |             |             |             |           |           |                                       |                                       |                                       |                                       |                                       |                                       |                               |                               |                               |                               |                                  |                                  |                                  |                                  |                                  |                                  |                     |                     |                     |                     |                     |                     |                  |                  |  |  |  |  |  |  |  |  |  |  |  |  |  |  |  |  |  |  |  |  |  |  |  |  |
|       |       |        |        |        |        |        |        |        |        |        |        |                               |                               |                               |                               |                               |                               |             |             |             |             |           |           |                                       |                                       |                                       |                                       |                                       |                                       |                               |                               |                               |                               |                                  |                                  |                                  |                                  |                                  |                                  |                     |                     |                     |                     |                     |                     |                  |                  |  |  |  |  |  |  |  |  |  |  |  |  |  |  |  |  |  |  |  |  |  |  |  |  |
|       |       |        |        |        |        |        |        |        |        |        |        |                               |                               |                               |                               |                               |                               |             |             |             |             |           |           |                                       |                                       |                                       |                                       |                                       |                                       |                               |                               |                               |                               |                                  |                                  |                                  |                                  |                                  |                                  |                     |                     |                     |                     |                     |                     |                  |                  |  |  |  |  |  |  |  |  |  |  |  |  |  |  |  |  |  |  |  |  |  |  |  |  |
|       |       |        |        |        |        |        |        | جاماسب | جاماسب | جاماسب | جاماسب | جاماسب                        | جاماسب                        |                               |                               |                               |                               |             |             |             |             |           |           |                                       |                                       | قباد یکم                              | قباد یکم                              | قباد یکم                              | قباد یکم                              | قباد یکم                      | قباد یکم                      |                               |                               |                                  |                                  |                                  |                                  |                                  |                                  |                     |                     |                     |                     |                     |                     |                  |                  |  |  |  |  |  |  |  |  |  |  |  |  |  |  |  |  |  |  |  |  |  |  |  |  |
|       |       |        |        |        |        |        |        | جاماسب | جاماسب | جاماسب | جاماسب | جاماسب                        | جاماسب                        |                               |                               |                               |                               |             |             |             |             |           |           |                                       |                                       | قباد یکم                              | قباد یکم                              | قباد یکم                              | قباد یکم                              | قباد یکم                      | قباد یکم                      |                               |                               |                                  |                                  |                                  |                                  |                                  |                                  |                     |                     |                     |                     |                     |                     |                  |                  |  |  |  |  |  |  |  |  |  |  |  |  |  |  |  |  |  |  |  |  |  |  |  |  |
|       |       |        |        |        |        |        |        |        |        |        |        |                               |                               |                               |                               |                               |                               |             |             |             |             |           |           |                                       |                                       |                                       |                                       |                                       |                                       |                               |                               |                               |                               |                                  |                                  |                                  |                                  |                                  |                                  |                     |                     |                     |                     |                     |                     |                  |                  |  |  |  |  |  |  |  |  |  |  |  |  |  |  |  |  |  |  |  |  |  |  |  |  |
|       |       | بهواط  | بهواط  | بهواط  | بهواط  | بهواط  | بهواط  |        |        |        |        |                               |                               |                               |                               | نرسی کامگار                   | نرسی کامگار                   | نرسی کامگار | نرسی کامگار | نرسی کامگار | نرسی کامگار |           |           | خسرو انوشیروان نیای شاهان بعدی ساسانی | خسرو انوشیروان نیای شاهان بعدی ساسانی | خسرو انوشیروان نیای شاهان بعدی ساسانی | خسرو انوشیروان نیای شاهان بعدی ساسانی | خسرو انوشیروان نیای شاهان بعدی ساسانی | خسرو انوشیروان نیای شاهان بعدی ساسانی |                               |                               |                               |                               | کیوس نیای باوندیان               | کیوس نیای باوندیان               | کیوس نیای باوندیان               | کیوس نیای باوندیان               | کیوس نیای باوندیان               | کیوس نیای باوندیان               |                     |                     |                     |                     |                     |                     |                  |                  |  |  |  |  |  |  |  |  |  |  |  |  |  |  |  |  |  |  |  |  |  |  |  |  |
|       |       | بهواط  | بهواط  | بهواط  | بهواط  | بهواط  | بهواط  |        |        |        |        |                               |                               |                               |                               | نرسی کامگار                   | نرسی کامگار                   | نرسی کامگار | نرسی کامگار | نرسی کامگار | نرسی کامگار |           |           | خسرو انوشیروان نیای شاهان بعدی ساسانی | خسرو انوشیروان نیای شاهان بعدی ساسانی | خسرو انوشیروان نیای شاهان بعدی ساسانی | خسرو انوشیروان نیای شاهان بعدی ساسانی | خسرو انوشیروان نیای شاهان بعدی ساسانی | خسرو انوشیروان نیای شاهان بعدی ساسانی |                               |                               |                               |                               | کیوس نیای باوندیان               | کیوس نیای باوندیان               | کیوس نیای باوندیان               | کیوس نیای باوندیان               | کیوس نیای باوندیان               | کیوس نیای باوندیان               |                     |                     |                     |                     |                     |                     |                  |                  |  |  |  |  |  |  |  |  |  |  |  |  |  |  |  |  |  |  |  |  |  |  |  |  |
|       |       |        |        |        |        |        |        |        |        |        |        |                               |                               |                               |                               |                               |                               |             |             |             |             |           |           |                                       |                                       |                                       |                                       |                                       |                                       |                               |                               |                               |                               |                                  |                                  |                                  |                                  |                                  |                                  |                     |                     |                     |                     |                     |                     |                  |                  |  |  |  |  |  |  |  |  |  |  |  |  |  |  |  |  |  |  |  |  |  |  |  |  |
|       |       | سرخاب  | سرخاب  | سرخاب  | سرخاب  | سرخاب  | سرخاب  |        |        |        |        | وهرز دیلمی گشاینده و حاکم یمن | وهرز دیلمی گشاینده و حاکم یمن | وهرز دیلمی گشاینده و حاکم یمن | وهرز دیلمی گشاینده و حاکم یمن | وهرز دیلمی گشاینده و حاکم یمن | وهرز دیلمی گشاینده و حاکم یمن |             |             |             |             | فیروز     | فیروز     | فیروز                                 | فیروز                                 | فیروز                                 | فیروز                                 |                                       |                                       |                               |                               |                               |                               |                                  |                                  |                                  |                                  |                                  |                                  |                     |                     |                     |                     |                     |                     |                  |                  |  |  |  |  |  |  |  |  |  |  |  |  |  |  |  |  |  |  |  |  |  |  |  |  |
|       |       | سرخاب  | سرخاب  | سرخاب  | سرخاب  | سرخاب  | سرخاب  |        |        |        |        | وهرز دیلمی گشاینده و حاکم یمن | وهرز دیلمی گشاینده و حاکم یمن | وهرز دیلمی گشاینده و حاکم یمن | وهرز دیلمی گشاینده و حاکم یمن | وهرز دیلمی گشاینده و حاکم یمن | وهرز دیلمی گشاینده و حاکم یمن |             |             |             |             | فیروز     | فیروز     | فیروز                                 | فیروز                                 | فیروز                                 | فیروز                                 |                                       |                                       |                               |                               |                               |                               |                                  |                                  |                                  |                                  |                                  |                                  |                     |                     |                     |                     |                     |                     |                  |                  |  |  |  |  |  |  |  |  |  |  |  |  |  |  |  |  |  |  |  |  |  |  |  |  |
|       |       |        |        |        |        |        |        |        |        |        |        |                               |                               |                               |                               |                               |                               |             |             |             |             |           |           | گیلانشاه                              |                                       |                                       |                                       |                                       |                                       |                               |                               |                               |                               |                                  |                                  |                                  |                                  |                                  |                                  |                     |                     |                     |                     |                     |                     |                  |                  |  |  |  |  |  |  |  |  |  |  |  |  |  |  |  |  |  |  |  |  |  |  |  |  |
|       |       |        |        |        |        |        |        |        |        |        |        |                               |                               |                               |                               |                               |                               |             |             |             |             |           |           |                                       |                                       |                                       |                                       |                                       |                                       |                               |                               |                               |                               |                                  |                                  |                                  |                                  |                                  |                                  |                     |                     |                     |                     |                     |                     |                  |                  |  |  |  |  |  |  |  |  |  |  |  |  |  |  |  |  |  |  |  |  |  |  |  |  |
|       |       |        |        |        |        |        |        |        |        |        |        |                               |                               |                               |                               |                               |                               |             |             |             |             |           |           | گیل گاوباره                           |                                       |                                       |                                       |                                       |                                       |                               |                               |                               |                               |                                  |                                  |                                  |                                  |                                  |                                  |                     |                     |                     |                     |                     |                     |                  |                  |  |  |  |  |  |  |  |  |  |  |  |  |  |  |  |  |  |  |  |  |  |  |  |  |
|       |       |        |        |        |        |        |        |        |        |        |        |                               |                               |                               |                               |                               |                               |             |             |             |             |           |           |                                       |                                       |                                       |                                       |                                       |                                       |                               |                               |                               |                               |                                  |                                  |                                  |                                  |                                  |                                  |                     |                     |                     |                     |                     |                     |                  |                  |  |  |  |  |  |  |  |  |  |  |  |  |  |  |  |  |  |  |  |  |  |  |  |  |
|       |       |        |        |        |        |        |        |        |        |        |        |                               |                               |                               |                               |                               |                               |             |             |             |             |           |           |                                       |                                       |                                       |                                       |                                       |                                       |                               |                               |                               |                               |                                  |                                  |                                  |                                  |                                  |                                  |                     |                     |                     |                     |                     |                     |                  |                  |  |  |  |  |  |  |  |  |  |  |  |  |  |  |  |  |  |  |  |  |  |  |  |  |
|       |       |        |        |        |        |        |        |        |        |        |        |                               |                               |                               |                               |                               |                               |             |             | دابویه      | دابویه      | دابویه    | دابویه    | دابویه                                | دابویه                                |                                       |                                       |                                       |                                       | پادوسبان یکم مؤسس پادوسپانیان | پادوسبان یکم مؤسس پادوسپانیان | پادوسبان یکم مؤسس پادوسپانیان | پادوسبان یکم مؤسس پادوسپانیان | پادوسبان یکم مؤسس پادوسپانیان    | پادوسبان یکم مؤسس پادوسپانیان    |                                  |                                  |                                  |                                  |                     |                     |                     |                     |                     |                     |                  |                  |  |  |  |  |  |  |  |  |  |  |  |  |  |  |  |  |  |  |  |  |  |  |  |  |
|       |       |        |        |        |        |        |        |        |        |        |        |                               |                               |                               |                               |                               |                               |             |             | دابویه      | دابویه      | دابویه    | دابویه    | دابویه                                | دابویه                                |                                       |                                       |                                       |                                       | پادوسبان یکم مؤسس پادوسپانیان | پادوسبان یکم مؤسس پادوسپانیان | پادوسبان یکم مؤسس پادوسپانیان | پادوسبان یکم مؤسس پادوسپانیان | پادوسبان یکم مؤسس پادوسپانیان    | پادوسبان یکم مؤسس پادوسپانیان    |                                  |                                  |                                  |                                  |                     |                     |                     |                     |                     |                     |                  |                  |  |  |  |  |  |  |  |  |  |  |  |  |  |  |  |  |  |  |  |  |  |  |  |  |
|       |       |        |        |        |        |        |        |        |        |        |        |                               |                               |                               |                               |                               |                               |             |             | فرخان بزرگ  |             |           |           |                                       |                                       |                                       |                                       |                                       |                                       |                               |                               |                               |                               |                                  |                                  |                                  |                                  |                                  |                                  |                     |                     |                     |                     |                     |                     |                  |                  |  |  |  |  |  |  |  |  |  |  |  |  |  |  |  |  |  |  |  |  |  |  |  |  |
|       |       |        |        |        |        |        |        |        |        |        |        |                               |                               |                               |                               |                               |                               |             |             |             |             |           |           |                                       |                                       |                                       |                                       |                                       |                                       |                               |                               |                               |                               |                                  |                                  |                                  |                                  |                                  |                                  |                     |                     |                     |                     |                     |                     |                  |                  |  |  |  |  |  |  |  |  |  |  |  |  |  |  |  |  |  |  |  |  |  |  |  |  |
|       |       |        |        |        |        |        |        |        |        |        |        |                               |                               |                               |                               |                               |                               |             |             |             |             |           |           |                                       |                                       |                                       |                                       |                                       |                                       |                               |                               |                               |                               |                                  |                                  |                                  |                                  |                                  |                                  |                     |                     |                     |                     |                     |                     |                  |                  |  |  |  |  |  |  |  |  |  |  |  |  |  |  |  |  |  |  |  |  |  |  |  |  |
|       |       |        |        |        |        |        |        | سارویه | سارویه | سارویه | سارویه | سارویه                        | سارویه                        |                               |                               | دادمهر                        | دادمهر                        | دادمهر      | دادمهر      | دادمهر      | دادمهر      |           |           |                                       |                                       |                                       |                                       |                                       |                                       |                               |                               | فرخان کوچک                    | فرخان کوچک                    | فرخان کوچک                       | فرخان کوچک                       | فرخان کوچک                       | فرخان کوچک                       |                                  |                                  | آذرمیدخت گران‌گوشوار | آذرمیدخت گران‌گوشوار | آذرمیدخت گران‌گوشوار | آذرمیدخت گران‌گوشوار | آذرمیدخت گران‌گوشوار | آذرمیدخت گران‌گوشوار |                  |                  |  |  |  |  |  |  |  |  |  |  |  |  |  |  |  |  |  |  |  |  |  |  |  |  |
|       |       |        |        |        |        |        |        | سارویه | سارویه | سارویه | سارویه | سارویه                        | سارویه                        |                               |                               | دادمهر                        | دادمهر                        | دادمهر      | دادمهر      | دادمهر      | دادمهر      |           |           |                                       |                                       |                                       |                                       |                                       |                                       |                               |                               | فرخان کوچک                    | فرخان کوچک                    | فرخان کوچک                       | فرخان کوچک                       | فرخان کوچک                       | فرخان کوچک                       |                                  |                                  | آذرمیدخت گران‌گوشوار | آذرمیدخت گران‌گوشوار | آذرمیدخت گران‌گوشوار | آذرمیدخت گران‌گوشوار | آذرمیدخت گران‌گوشوار | آذرمیدخت گران‌گوشوار |                  |                  |  |  |  |  |  |  |  |  |  |  |  |  |  |  |  |  |  |  |  |  |  |  |  |  |
|       |       |        |        |        |        |        |        |        |        |        |        |                               |                               |                               |                               |                               |                               |             |             |             |             |           |           |                                       |                                       |                                       |                                       |                                       |                                       |                               |                               |                               |                               |                                  |                                  |                                  |                                  |                                  |                                  |                     |                     |                     |                     |                     |                     |                  |                  |  |  |  |  |  |  |  |  |  |  |  |  |  |  |  |  |  |  |  |  |  |  |  |  |
| گشنسپ | گشنسپ | گشنسپ  | گشنسپ  | گشنسپ  | گشنسپ  |        |        | طوس    | طوس    | طوس    | طوس    | طوس                           | طوس                           |                               |                               | جلوانان                       | جلوانان                       | جلوانان     | جلوانان     | جلوانان     | جلوانان     |           |           | اسپهبد خورشید                         | اسپهبد خورشید                         | اسپهبد خورشید                         | اسپهبد خورشید                         | اسپهبد خورشید                         | اسپهبد خورشید                         |                               |                               |                               |                               | یاکند                            | یاکند                            | یاکند                            | یاکند                            | یاکند                            | یاکند                            |                     |                     |                     |                     |                     |                     |                  |                  |  |  |  |  |  |  |  |  |  |  |  |  |  |  |  |  |  |  |  |  |  |  |  |  |
| گشنسپ | گشنسپ | گشنسپ  | گشنسپ  | گشنسپ  | گشنسپ  |        |        | طوس    | طوس    | طوس    | طوس    | طوس                           | طوس                           |                               |                               | جلوانان                       | جلوانان                       | جلوانان     | جلوانان     | جلوانان     | جلوانان     |           |           | اسپهبد خورشید                         | اسپهبد خورشید                         | اسپهبد خورشید                         | اسپهبد خورشید                         | اسپهبد خورشید                         | اسپهبد خورشید                         |                               |                               |                               |                               | یاکند                            | یاکند                            | یاکند                            | یاکند                            | یاکند                            | یاکند                            |                     |                     |                     |                     |                     |                     |                  |                  |  |  |  |  |  |  |  |  |  |  |  |  |  |  |  |  |  |  |  |  |  |  |  |  |
|       |       |        |        |        |        |        |        |        |        |        |        |                               |                               |                               |                               |                               |                               |             |             |             |             |           |           |                                       |                                       |                                       |                                       |                                       |                                       |                               |                               |                               |                               |                                  |                                  |                                  |                                  |                                  |                                  |                     |                     |                     |                     |                     |                     |                  |                  |  |  |  |  |  |  |  |  |  |  |  |  |  |  |  |  |  |  |  |  |  |  |  |  |
| فهران | فهران | فهران  | فهران  | فهران  | فهران  |        |        | وندرند | وندرند | وندرند | وندرند | وندرند                        | وندرند                        |                               |                               | فرخان                         | فرخان                         | فرخان       | فرخان       | فرخان       | فرخان       |           |           |                                       |                                       |                                       |                                       |                                       |                                       |                               |                               |                               |                               |                                  |                                  |                                  |                                  |                                  |                                  |                     |                     |                     |                     |                     |                     |                  |                  |  |  |  |  |  |  |  |  |  |  |  |  |  |  |  |  |  |  |  |  |  |  |  |  |
| فهران | فهران | فهران  | فهران  | فهران  | فهران  |        |        | وندرند | وندرند | وندرند | وندرند | وندرند                        | وندرند                        |                               |                               | فرخان                         | فرخان                         | فرخان       | فرخان       | فرخان       | فرخان       |           |           |                                       |                                       |                                       |                                       |                                       |                                       |                               |                               |                               |                               |                                  |                                  |                                  |                                  |                                  |                                  |                     |                     |                     |                     |                     |                     |                  |                  |  |  |  |  |  |  |  |  |  |  |  |  |  |  |  |  |  |  |  |  |  |  |  |  |
|       |       |        |        |        |        |        |        |        |        |        |        |                               |                               |                               |                               |                               |                               |             |             |             |             |           |           |                                       |                                       |                                       |                                       |                                       |                                       |                               |                               |                               |                               |                                  |                                  |                                  |                                  |                                  |                                  |                     |                     |                     |                     |                     |                     |                  |                  |  |  |  |  |  |  |  |  |  |  |  |  |  |  |  |  |  |  |  |  |  |  |  |  |
|       |       | دادمهر | دادمهر | دادمهر | دادمهر | دادمهر | دادمهر |        |        | هرمزد  | هرمزد  | هرمزد                         | هرمزد                         | هرمزد                         | هرمزد                         |                               |                               | وندادهرمز   | وندادهرمز   | وندادهرمز   | وندادهرمز   | وندادهرمز | وندادهرمز |                                       |                                       | همسر منصور                            | همسر منصور                            | همسر منصور                            | همسر منصور                            | همسر منصور                    | همسر منصور                    |                               |                               | برادر زن منصور همسر عباس بن محمد | برادر زن منصور همسر عباس بن محمد | برادر زن منصور همسر عباس بن محمد | برادر زن منصور همسر عباس بن محمد | برادر زن منصور همسر عباس بن محمد | برادر زن منصور همسر عباس بن محمد |                     |                     | شکله همسر المهدی    | شکله همسر المهدی    | شکله همسر المهدی    | شکله همسر المهدی    | شکله همسر المهدی | شکله همسر المهدی |  |  |  |  |  |  |  |  |  |  |  |  |  |  |  |  |  |  |  |  |  |  |  |  |